# Не тугуј бронзана стражо
„Не тугуј бронзана стражо” је роман српског писца Бранка Ћопића, објављен 1958. године. Исте године, Бранко Ћопић за овај роман добио је НИН-ову награду.

## Радња
Радња романа прати Крајишнике који се након Другог свјетског рата силом прилика одвајају од свог родног краја и одлазе у Банат. Долази до судара два менталитета: сиромашног планинског, који је настао борбом за голи опстанак, и богатог равничарског, који је настао у мирној банатској свакодневници.

Јунаци романа боре се са новом околином, разапети су између оног познатог, што је вијековима у њиховој свијести, и туђег и непознатог на које су наишли, настоје да се помире са другачијом историјом, идеологијом и религијом, као и са новим необичним поднебљем:
„Вири Јовандека из вагона, нујан је нешто, па нит му се прича, нит му је до икаква друштва. Ево, по други пут ове године гледа ту необичну земљу, а не зна шта да каже: и јест земља и није права земља. Гдје је ту брдо па да се попнеш и погледаш иде ли нечија војска, види ли се дим у даљини, чују ли се топови? Откад зна за се, немирни Крајишник, граничар, прибојава се невидовне напасти, ордија, буна и свакојаких невоља, па је без праве осматрачнице слијеп као да је у врећу завезан. – Пази, шуме ни за лијек! Јадна ти је земља без шуме. Куда ћеш ако те натисне каква невоља, ако дође до бјежаније и густога? Нема у Банату онога: шума ти мати, брда се вати. Куд ћеш испред војске, испред власти? Зар у кукурузе ко дијете кад нешто скриви?!”

## НИН-ова награда
У ужем избору за НИН-ову награду 1958. године нашло се седам романа, од чега је један био и Ћопићев роман „Не тугуј бронзана стражо”. Петочлани жири је одлуком већине изабрао овај роман.

Бранко Ћопић је за НИН 1. фебруара 1959. године изјавио: 
 „Мени је веома пријатно што сам добио овогодишњу НИН-ову награду, награду која је током ових неколико година стекла велики углед у нашем књижевном свету. Мило ми је што сам се нашао у друштву Добрице Ћосића, Давича, Божића и Вуча а посебно ми је мило што ми је озбиљан конкурент био Булатовић. Такође ми је врло драго што је награђена баш моја књига „Не тугуј бронзана стражо” зато што сам у овој књизи знатно одступио од свог уходаног, типичног писања, што сам се кроз њу поново вратио лирској поезији са којом сам и почео. Ова ме је награда охрабрила, јер ме је утврдила у уверењу да сам пошао добрим путем...”